# NGC 3606
NGC 3606 је елиптична галаксија у сазвежђу Хидра која се налази на NGC листи објеката дубоког неба.
Деклинација објекта је - 33° 49' 39" а ректасцензија 11h 16m 15,6s. Привидна величина (магнитуда) објекта NGC 3606 износи 12,4 а фотографска магнитуда 13,4. Налази се на удаљености од 54,518 милиона парсека од Сунца. NGC 3606 је још познат и под ознакама ESO 377-32, MCG -5-27-4, AM 1113-333, PGC 34378.